# Landtag Schwarzburg-Rudolstadt (1833–1838)
Dieser Artikel behandelt den dritten Landtag Schwarzburg-Rudolstadt 1833 bis 1838.

## Landtag
Der dritte Landtag Schwarzburg-Rudolstadt wurde 1832/1833 gewählt.
Als Abgeordnete wurden gewählt:
| Name                                 | Wohnort/Rittergut   | Kurie              | Wahlkreis                                        | Anmerkung                        |
| ------------------------------------ | ------------------- | ------------------ | ------------------------------------------------ | -------------------------------- |
| Johann Georg Engelhardt              | auf Fischersdorf    | Rittergutsbesitzer | Oberherrschaft                                   |                                  |
| Christian Friedrich Hoffmann         | Stadtilm            | Städte             | Ilm                                              |                                  |
| Ernst Friedemann Wilhelm Hoffmann    | Ehrenstein          | Landgemeinden      | Ämter Ilm, Ehrenstein, Paulinzella und Seebergen |                                  |
| Carl Wilhelm Heinrich von Hoheneck   | auf Griesheim       | Rittergutsbesitzer | Oberherrschaft                                   |                                  |
| Ludwig Magnus von Holleben           | auf Wildenspring    | Rittergutsbesitzer | Oberherrschaft                                   | Verstorben am 11. November 1837  |
| Heinrich August Friedemann Hornung   | Frankenhausen       | Städte             | Frankenhausen                                    |                                  |
| Christian Gottlob August Meurer      | Blankenburg         | Städte             | Leutenberg, Blankenburg und Teichel              | Verstorben am 10. Dezember 1838  |
| Johann Carl Friedrich Heinrich Meyer | auf Ichstedt        | Rittergutsbesitzer | Unterherrschaft                                  |                                  |
| Johann Georg Müller                  | Eyba                | Landgemeinden      | Ämter Leutenberg und Könitz                      |                                  |
| Johann Nicol Neubert                 | Schwarza            | Landgemeinden      | Ämter Rudolstadt und Blankenburg                 |                                  |
| Carl Wilhelm Basilius Niedt          | Rudolstadt          | Städte             | Rudolstadt                                       |                                  |
| Karl August Alexander von Schade     | auf Kleinliebringen | Rittergutsbesitzer | Oberherrschaft                                   |                                  |
| Johann Heinrich Unbehaun             | Unterhain           | Landgemeinden      | Amt Schwarzburg                                  | Verstorben am 12. September 1838 |
| Johann Georg Benjamin Wachsmuth      | Königsee            | Städte             | Königsee                                         |                                  |
| Johann Ernst Wolf                    | Ringleben           | Landgemeinden      | Unterherrschaft                                  |                                  |

Fürst Friedrich Günther bestimmte mit fürstlichem Dekret Ludwig Karl August von Beulwitz zum Landtagskommissar und damit auch zum Parlamentspräsidenten.
Der Landtag kam zwischen dem 21. Oktober 1833 und dem 20. November 1833 zu 16 Plenarsitzungen zusammen. In den Folgejahren trat der Landtag nicht mehr zusammen. Für die laufenden Geschäfte wurde ein Landtagsausschuss gewählt der sich aus folgenden Abgeordneten zusammensetzte:
| Jahr | Mitglied     | Mitglied     | Mitglied |
| ---- | ------------ | ------------ | -------- |
| 1834 | von Schade   | Niedt        | Unbehaun |
| 1835 | Engelhardt   | Hornung      | Neubert  |
| 1836 | Meyer        | Wachsmuth    | Hofmann  |
| 1837 | von Schade   | Dr. Hoffmann | Wolf     |
| 1838 | von Holleben | Meurer       | Müller   |